# Ilex nitidissima
Ilex nitidissima är en järneksväxtart som beskrevs av Chang Jiang Tseng. Ilex nitidissima ingår i släktet järnekar, och familjen järneksväxter. Inga underarter finns listade i Catalogue of Life.